# Zographus nivisparsus
Zographus nivisparsus là một loài bọ cánh cứng trong họ Cerambycidae.